# Eubroncus orientalis
Eubroncus orientalis är en stekelart som beskrevs av Yoshimoto, Kozlov och Trjapitzin 1972. Eubroncus orientalis ingår i släktet Eubroncus och familjen dvärgsteklar. Inga underarter finns listade i Catalogue of Life.